# Noturus phaeus
Loài madtom nâu (Noturus phaeus) là một loài cá da trơn thuộc họ Noturus.

## Phân bố
Phân bố của loài này ở các nhánh sông Mississippi ở Tennessee, nam-tây nam bang Mississippi, bắc-trung Louisiana và cực nam Arkansas.